# Іньїго Кордоба
Іньїго Кордоба Куерехета (ісп. і баск. Iñigo Córdoba Querejeta; 13 березня 1997, Більбао, Іспанія) — іспанський футболіст, гравець клубу «Атлетік Більбао». На умовах оренди виступає за «Гоу Егед Іглз».

## Кар'єра
Кордоба є вихованцем «Атлетік Більбао». У дванадцять років вступив до школи клубу. З 2014 року — гравець резервної команди «Атлетік» — «Басконії», де провів один сезон, виступаючи в Терсері. З сезону 2015/2016 — гравець резервної команди «Атлетік Більбао», яка виступає в Сегунді Б. Дебютував у ній 12 вересня 2015 року в поєдинку проти «Реала Вальядоліда». Загалом у сезоні провів 21 зустріч, проте виходив переважно на заміну. У сезоні 2016/2017 — основний гравець команди, провів 32 матчі, забив 4 м'ячі. Уперше відзначився 27 серпня 2016 року, в грі проти «Самудіо».
З сезону 2017/2018 — гравець основної команди «Атлетік». Перед початком сезону продовжив контракт до 2021 року. Дебютував у Ла-Лізі 20 серпня 2017 року в поєдинку проти «Хетафе», вийшовши на поле на заміну на 88-ій хвилині замість Мікеля Баленсіаги.
Був гравцем юнацьких збірних Іспанії. Має двох братів, також футболістів — Айтора (нар. 1995), який виступає за «Лейоа», і Асьєра (нар. 2000), який займається в академії «Атлетика».

## Статистика виступів

### За клуб
Станом на 19 липня 2020
| Клуб               | Сезон              | Ліга               | Ліга | Ліга | Кубок Іспанії | Кубок Іспанії | Європа | Європа | Інші | Інші | Загалом | Загалом |
| Клуб               | Сезон              | Ліга               | Ігри | Голи | Ігри          | Голи          | Ігри   | Голи   | Ігри | Голи | Ігри    | Голи    |
| ------------------ | ------------------ | ------------------ | ---- | ---- | ------------- | ------------- | ------ | ------ | ---- | ---- | ------- | ------- |
| Басконія           | 2014–2015          | Терсера Дивізіон   | 34   | 4    | –             | –             | –      | –      | –    | –    | 34      | 4       |
| Басконія           | Загалом            | Загалом            | 34   | 4    | –             | –             | –      | –      | –    | –    | 34      | 4       |
| Більбао Атлетік    | 2015–2016          | Сегунда Дивізіон   | 21   | 0    | –             | –             | –      | –      | –    | –    | 21      | 0       |
| Більбао Атлетік    | 2016–2017          | Сегунда Дивізіон   | 32   | 4    | –             | –             | –      | –      | –    | –    | 32      | 4       |
| Більбао Атлетік    | Загалом            | Загалом            | 53   | 4    | –             | –             | –      | –      | –    | –    | 53      | 4       |
| Атлетік (Більбао)  | 2017–2018          | Ла-Ліга            | 30   | 1    | 1             | 0             | 10     | 0      | –    | –    | 41      | 1       |
| Атлетік (Більбао)  | 2018–2019          | Ла-Ліга            | 23   | 0    | 3             | 0             | –      | –      | –    | –    | 26      | 0       |
| Атлетік (Більбао)  | 2019–2020          | Ла-Ліга            | 24   | 1    | 2             | 0             | –      | –      | –    | –    | 26      | 1       |
| Атлетік (Більбао)  | Загалом            | Загалом            | 77   | 2    | 6             | 0             | 10     | 0      | –    | –    | 93      | 2       |
| Загалом за кар'єру | Загалом за кар'єру | Загалом за кар'єру | 164  | 10   | 6             | 0             | 10     | 0      | 0    | 0    | 180     | 9       |

### Статистика виступів за збірну
| Дата       | Місто      | Господарі | Результат | Гості      | Турнір                             | Голи | Примітки |
| ---------- | ---------- | --------- | --------- | ---------- | ---------------------------------- | ---- | -------- |
| 14-11-2017 | Картахена  | Іспанія   | 5 – 1     | Словаччина | Кваліфікація молодіжного Євро-2019 | 1    | 46'      |
| 27-3-2018  | Понферрада | Іспанія   | 3 – 1     | Естонія    | Кваліфікація молодіжного Євро-2019 | -    | 57'      |
| Усього     |            | Матчів    | 2         |            | Голів                              | 1    |          |

## Титули і досягнення
- Володар Суперкубка Іспанії (1):

«Атлетік»: 2020